# エスペン・バードセン
エスペン・バードセン（Espen Baardsen、1977年12月7日 - ）は、アメリカ合衆国・カリフォルニア州・サンラフェル出身の元サッカー選手。ポジションはゴールキーパー。

## 経歴

### クラブ
1996年にトッテナム・ホットスパーFCと契約。イアン・ウォーカーに次ぐ第2GKとしてチームを支え、1999年のフットボールリーグカップ優勝も経験した。
2000年にワトフォードFCに移籍し、ある程度の出場機会を得ていたが、エヴァートンFCに移籍したのちの2003年にサッカー選手では十分に稼げないと見切りをつけ、25歳で突然現役を引退した。

### 代表
1998年、それまで1度もサッカーノルウェー代表フル代表の経験が無かったが、1998 FIFAワールドカップの代表メンバーに抜擢された。ワールドカップでの出場機会は無かったが、それ以降の代表戦で計4試合に出場した。

## 引退後
引退後、1年以上世界中を旅したのち、オープン大学で学位を取得した。現在はロンドンを拠点とする資産運用会社のファンド・マネージャーを務め、金利スワップ、外国為替、株などを扱って10億ドル近い資金を動かしている。

## 代表歴

### 出場大会
- ノルウェー代表
  - 1998 FIFAワールドカップ

### 試合数
- 国際Aマッチ 4試合 0得点（1998年-2000年）[2]

| ノルウェー代表 | 国際Aマッチ | 国際Aマッチ |
| 年             | 出場        | 得点        |
| -------------- | ----------- | ----------- |
| 1998           | 1           | 0           |
| 1999           | 2           | 0           |
| 2000           | 1           | 0           |
| 通算           | 4           | 0           |

## 獲得タイトル
トッテナム
- フットボールリーグカップ:1回 (1998-99)